# Olšany (Prag)

Olšany (Wolschan) im Jahre 1857

Olšany (deutsch Wolschan) ist eine Ortslage im Prager Stadtteil Žižkov.

## Geschichte
Die ersten Erwähnungen stammen aus dem 13. Jahrhundert, als das Dorf dem Kloster Milevsko gehörte, der etwa 1187 gegründet wurde; damals bestand das Dorf nur aus wenigen Bauernhöfen. Nachdem 1680 in Prag die Pest ausbrach, suchte man eine neue Begräbnisstelle, die dann in Olšany gefunden wurde. Aus dieser Zeit stammt aus die St.-Rochus-Kirche, die 1682 erbaut wurde und bis heute erhalten blieb. 1788 wurde das Dorf der neu angelegten Gemeinde Viničné hory unterstellt.
Ab der Mitte des 19. Jahrhunderts gehörte Olšany als Ortsteil zur Gemeinde Vinohrady im Bezirk Karolinenthal, bei einer Teilung dieser Gemeinde wurde der Ortsteil Olšany 1875 der neuen Gemeinde Žižkov zugeschlagen. Ab 1884 gehörte das Dorf zum Bezirk Königliche Weinberge. Zum Ende des 19. Jahrhunderts ging Olšany gänzlich in Žižkov auf. 1922 wurde Olšany zusammen mit Žižkov der Stadt Prag angegliedert.
An das alte Dorf erinnern heute nur der Platz Olšanské náměstí, die Straße Olšanská ulice und vor allem der Olšany-Friedhof (Olšanské hřbitovy), die größte Begräbnisstätte in Prag.